# Jacob Norin
Jacob Norin, född 1795 i Kungsgården i Norrala socken i Gävleborgs län, död där 1864, var en svensk byggmästare. 
Norin uppförde ett tiotal kyrkobyggnader i mellersta och södra Norrland i mitten av 1800-talet. Han påbörjade sin yrkesbana som hjulmakare vilket hans far och farfar också varit. Han agerade även som evangelist och höll bönestunder och andakter. Han avled i gulsot under pågående bygge av Multrå kyrka som färdigställdes av sonen Per Norin.

## Kyrkobyggnader
- 1840 Forsa kyrka
- 1843 Bergsjö kyrka
- 1843 Ilsbo kyrka
- 1845 Svegs kyrka
- 1846 Haverö kyrka (endast grunden)
- 1846 Sköns kyrka
- 1848 Ytterlännäs nya kyrka
- 1852 Enångers kyrka
- 1853 Rogsta kyrka
- 1857 Säbrå kyrka (torn)
- 1858 Hille kyrka
- 1864 Multrå kyrka (påbörjad).